# Historia del uniforme del Sport Club Corinthians Paulista

## Historia
Oficialmente, la primera camiseta del Corinthians tendría un color crema o marfil a semejanza del blanco crudo en homenaje al homónimo equipo inglés. Ésta sin embargo tenía detalles en negro en las mangas mientras que los pantalones eran blancos y hechos de sacos de harina. Sin embargo, para el periodista Celso Unzelte, investigador de la historia del equipo, sería muy poco probable que el club en el momento, pobre y humilde, tendría los recursos financieros para comprar los uniformes que no fueran blancos, e incluso muestra la fotografía más antigua del equipo en el Campeonato Paulista de 1913, donde los jugadores vestían camisetas y pantalones blancos, mientras que otras fuentes aseguran que fue el uso y lavados de dicha camiseta los que evolucionaron al blanco.
Desde 1916, el club pasó a jugar con dicho color, sustituyendo el del pantalón por uno negro, esta vez sí a semejanza del conjunto inglés, y más fáciles de conseguir en la época. Desde entonces, se han convertido en el uniforme oficial. A partir de este modelo, se encuentran los registros de las primeras versiones alternativas del uniforme, registradas en los partidos específicos. Solo en el 22 de diciembre de 1946 que los atletlas entran en el campo con camisetas numeradas en un amistoso frente a Club Atlético River Plate, en el Estadio Pacaembú.

## Evolución del uniforme

### Titular
| 1910 - 1920 | 1920 - 1950 | 1950 - 1989 | 1972 | 1990-1991 | 1992-1995 | 1995-1996 | 1996-1997 | Especial 1996 |

| 1997-1998 | 1998-1999 | 1999-2000 | 2000 | 2000-01 | 2001-02 | 2002-03 | 2003-04 | 2004-05 |

| 2005-06 | 2006-07 | 2007-08 | 2008-09 | 2009-10 | Centenario | 2010-11 | 2011-12 | 2012-13 |

| 2013-14 | 2014-15 | 2015-16 | 2016-17 | 2017-18 | 2018-19 | 2019-20 | 2020-21 | 2021-22 |  |

### Visitante
| 1910 - 1920 | 1946 | 1954 | 1990-91 | 1992-94 | 1995-96 | 1997-98 | 1999 | 1999 |

| 2000 | 2000 | 2001-02 | 2002-03 | 2003-04 | 2004-05 | 2005-06 | 2006-07 | 2007-08 |

| 2008-09 | 2009-10 | 2010-11 | 2011-12 | 2012-13 | 2013-14 | 2014-15 | 2015-16 | 2017-18 |

| 2018-19 | 2019-20 | 2020-21 | 2021-22 |  |

### Alternativo
| 1996 | 2000 | 2002 | 2004-05 | 2006-07 | 2007-08 | 2008-09 | 2009-10 | 2010-11 |

| 2011-12 | 2012-13 | 2013-14 | 2014-15 | 2015-16 | 2016-17 | 2017-18 | 2018-19 (Homenaje a Ayrton Senna) | 2019-20 |

| 2020-21 | 2021-22 |

## Patrocinadores
| Período       | Logo | Proveedor |
| ------------- | ---- | --------- |
| 1982 - 1989   |      | Topper    |
| 1990 - 1994   |      | Finta     |
| 1995 - 1998   |      | Penalty   |
| 1999 - 2002   |      | Topper    |
| 2003-presente |      | Nike      |

| Período       | Logo | Patrocinador                                        |
| ------------- | ---- | --------------------------------------------------- |
| 1983          |      | Cofap                                               |
| 1984          |      | Bic                                                 |
| 1984          |      | Corona                                              |
| 1985 - 1994   |      | Kalunga                                             |
| 1995 - 1996   |      | Suvinil                                             |
| 1997 - 1998   |      | Banco Excel                                         |
| 1998          |      | Embratel                                            |
| 1999 - 2000   |      | Bátavo                                              |
| 2000 - 2004   |      | Pepsi                                               |
| 2005 - 2007   |      | Samsung                                             |
| 2008          |      | Medial Saúde                                        |
| 2009          |      | Visa - Bátavo                                       |
| 2010 - 2011   |      | Neo Química - Jontex                                |
| 2012          |      | Iveco                                               |
| 2012 - 2016   |      | CAIXA                                               |
| 2017          |      | Alcatel (espalda)                                   |
| 2019-2020     |      | Banco BMG                                           |
| 2021-presente |      | Neo Química (pecho) Computadores Positivo (espalda) |

| Período       | Logo | Patrocinador                    |
| ------------- | ---- | ------------------------------- |
| 2003          |      | Kolumbus Moveis                 |
| 2004          |      | Siemens                         |
| 2009          |      | Banco PanAmericano - Bozzano    |
| 2012          |      | Fisk - Magazine Luiza Marabrás  |
| 2013-2014     |      | Fisk - TIM                      |
| 2015          |      | Klar - TIM - SpecialDog         |
| 2016-presente |      | winnerplay.net - TIM SpecialDog |